# Xenophon Overton Pindall
Xenophon Overton Pindall, né le 21 août 1873 à Middle Grove (Missouri) (en) et mort le 2 janvier 1935 à Arkansas City (Arkansas), est un homme politique démocrate américain. Il est gouverneur de l'Arkansas par intérim entre 1907 et 1909.

## Sources
- (en) Cet article est partiellement ou en totalité issu de l’article de Wikipédia en anglais intitulé « Xenophon Overton Pindall » (voir la liste des auteurs).